# 대한민국 형법 제236조
대한민국 형법 제236조는 사문서의 부정행사에 대한 형법각칙의 조문이다. 다른 문서에 관한 죄와 달리 외국인이 한국 밖에서 범한 범죄를 처벌하지 않는다. 문서의 죄 중 유일하게 미수를 처벌하지 않는다. 

## 조문
제236조(사문서의 부정행사) 권리·의무 또는 사실증명에 관한 타인의 문서 또는 도화를 부정행사한 자는 1년 이하의 징역이나 금고 또는 300만원 이하의 벌금에 처한다.  <개정 1995.12.29.>

第236條(私文書의 不正行使) 權利·義務 또는 事實證明에 關한 他人의 文書 또는 圖畵를 不正行使한 者는 1年 以下의 懲役이나 禁錮 또는 300萬원 以下의 罰金에 處한다. <改正 1995.12.29.>

## 판례

### 문서위조
- 전자복사기 등을 사용하여 복사한 문서의 사본도 문서원본과 동일한 의미를 가지는 문서로서 이를 다시 복사한 문서의 재사본도 문서위조죄 및 동 행사죄의 객체인 문서에 해당한다 할 것이고, 진정한 문서의 사본을 전자복사기를 이용하여 복사하면서 일부 조작을 가하여 그 사본 내용과 전혀 다르게 만드는 행위는 공공의 신용을 해할 우려가 있는 별개의 문서사본을 창출하는 행위로서 문서위조행위에 해당한다.[2]

## 참고 문헌
- 김재윤(학원인), 손동권 저, 새로운 형법각론, 율곡출판사, 2013. ISBN 9788997428342

## 같이 보기
- 공문서위조죄